# Nina Buysman
Nina Buysman (Bovenkarspel, 16 november 1997) is een Nederlandse wielrenster die vanaf 2024 rijdt voor de Franse wielerploeg FDJ-Suez. Vanaf 2017 reed ze vijf jaar voor Parkhotel Valkenburg en in 2022 en 2023 kwam ze uit voor de Amerikaanse ploeg Human Powered Health.
Buysman won in 2017 de Omloop van de IJsseldelta. In 2021 won ze het bergklassement in de Ronde van Noorwegen en de tweede etappe van de Tsjechische rittenkoers Tour de Feminin - O cenu Českého Švýcarska. In januari 2023 werd ze derde in de Cadel Evans Great Ocean Road Race in Australië, die gewonnen werd door haar landgenote Loes Adegeest.

## Palmares

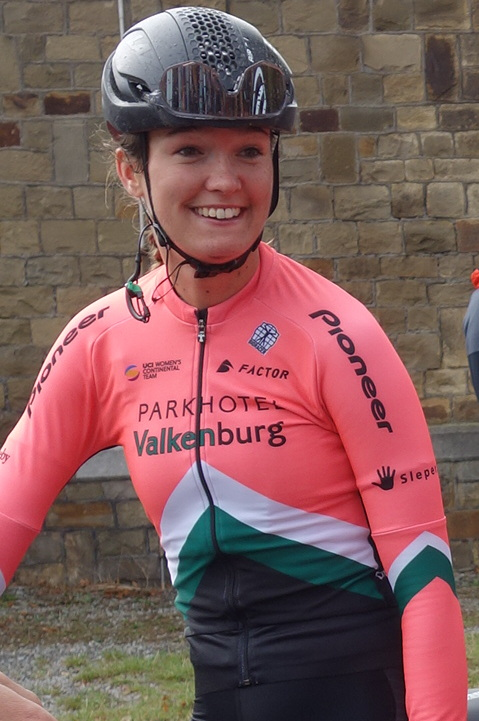
Buysman na de Waalse Pijl 2020.

2017
Omloop van de IJsseldelta
2021
2e etappe Tour de Feminin - O cenu Českého Švýcarska
Bergklassement Ronde van Noorwegen
2024
3e etappe Tour de l'Ardèche

### Uitslagen in voornaamste wedstrijden
| Jaar | Gent-Wevelgem | Ronde van Vlaanderen | Amstel Gold Race | Luik-Bast.‑Luik | Cadel Evans Great Ocean Road Race | Strade Bianche | Waalse Pijl |
| ---- | ------------- | -------------------- | ---------------- | --------------- | --------------------------------- | -------------- | ----------- |
| 2017 | 73e           |                      | 43e              |                 |                                   |                |             |
| 2018 | 76e           | 72e                  |                  |                 |                                   |                |             |
| 2019 | 90e           | 89e                  | opgave           | opgave          |                                   |                |             |
| 2020 |               |                      |                  | opgave          |                                   | opgave         | 77e         |
| 2021 | 73e           |                      | 74e              |                 |                                   | 56e            | 70e         |
| 2022 | opgave        |                      | 69e              | 68e             |                                   | 46e            | 82e         |
| 2023 |               |                      | 40e              | 60e             | ↑                                 |                | 38e         |
| 2024 |               |                      | opgave           |                 | 19e                               |                |             |

## Ploegen
- 2017 —  Parkhotel Valkenburg
- 2018 —  Parkhotel Valkenburg
- 2019 —  Parkhotel Valkenburg
- 2020 —  Parkhotel Valkenburg
- 2021 —  Parkhotel Valkenburg
- 2022 —  Human Powered Health
- 2023 —  Human Powered Health
- 2024 —  FDJ-SUEZ
- 2025 —  FDJ-SUEZ

De Boer · Buurman · Buysman · Van Gogh · De Jong · Knauer · Post · Rooijakkers · Soet · Solovej · Steigenga · Stijns · Stougje · Swinkels · Tromp · Van Veen
De Boer · Van der Burg · Buysman · De Gast · Van Gogh · Hoeksma · Raaijmakers · Roberts · De Ruiter · Solovej · Stougje · Uiterwijk Winkel · Van Veen · Wiebes
Adegeest · De Boer · Buysman · Duyck · De Gast · Knetemann · F.Markus · Nagengast · Raaijmakers · De Ruiter · Swinkels · Uiterwijk Winkel · Van der Meer · Van Veen · Vollering · De Vuyst · Wiebes
De Boer · Van der Burg · Buysman · Duyck · De Gast · Van der Hulst · Kasper · Koster · Markus · Nagengast · Nilsson · Raaijmakers · K. Swinkels · S. Swinkels · Van Veen · Vollering · Wiebes
Van Bokhoven · Bos · Bredewold · Buysman · De Gast · Gerritse · Van Haaften · Van der Hulst · Limpens · Markus · Neylan · Nooijen · Raaijmakers · Van Rooijen · Swinkels
Buysman · Christie · Christoforou · Clouse · Kröger · Kuijpers · MacPherson · Malcotti · Raaijmakers · Ray · Schmid · Williams · Yonamine
Buysman · Christie · Christofórou · Clouse · Cordon-Ragot (vanaf 6/4) · Van 't Geloof · Kröger · MacPherson · Malcotti · Pikulik · Raaijmakers · Schmid · Vandenbulcke · Williams · Wood · Yonamine
Adegeest · Brown   · Buysman · Cavalli · Curinier · Demay · Duval · Guazzini · Kraak · Le Net · Molengraaf · Muzic · Uttrup Ludwig · Verhulst · Vigilia · Wiel
Adegeest · Buysman · Chabbey · Curinier · Demay · Duval · Gery · Guazzini · Kraak · Labous · Le Net · Molengraaf · Muzic · Rayer · Vigilia · Vollering · Wiel · Wollaston